# Вітаутас Кярнагіс
Вітаутас Кярнагіс (лит. Vytautas Kernagis; *15 травня 1951 — †15 березня 2008) — литовський композитор, актор, автор-виконавець, шоумен і телепродюсер. Один із класиків жанру литовської авторської пісні. Лауреат Національної премії Литви з культури та мистецтва (2007).

## Біографія
Народився в родині акторів: мати — актриса Гражина Блінайте, батько — актор та режисер Олександр Кярнагіс. Навчався у школі мистецтв імені Чюрльоніса (до 3-го класу) та вільнюській середній школі № 23. У 1973 році закінчив акторський відділ Державної консерваторії Литовської РСР (нині — Литовська академія музики та театру). За часів студентства він приєднався до руху хіпі, які тоді були чисельними у балтійських країнах. У 1975-му поступив заочно до московського художнього інституту ім. Луначарського, на факультет естрадної режисури, який закінчив у 1980 році.
Був учасником піонерських литовських біг-біт гуртів Aisčiai (1966—1968) та Rupūs miltai (1969—1972).
У 1975—1984 роках був режисером естради Державної філармонії Литовської РСР.
Перша його платівка вийшла в 1978 році, яка вважається першим зразком авторської пісні заспіваної литовською мовою. Альбом багато разів перевидавався.
Акторську кінокар'єру розпочав ще за часів студентства, знявшись у фільмах «Коли я маленьким був» (1968), «Коротка сповідь» (1971), де також виконав свої пісні. У 1986 році знявся у першому литовському музичному фільмі «Щось трапилося» (1986). Крім виступів зі своїми піснями, Кярнагіс також грав у мюзиклах. Співав він і в першій литовської рок-опері «Чортова наречена».
У 1990-ті роки, вже після відновлення незалежності Литви, Вітаутас здебільшого працює на телебаченні, спочатку як шоумен, а через певний час, і як продюсер низки розважальних програм. Кярнагіс був ведучим гри «Останній шанс», розважальної передачі «Музичний готель», пригодницьких реаліті-шоу «Робінзони» (2000—2002), «Джунглі» (2004), гри «Хто хоче стати мільйонером?» (2004).
Час від часу він був куратором, ведучим, а в деяких випадках, і співорганізатором чисельних музичних фестивалів.
Вітаутас Кярнагіс помер вночі на 15 березня 2008-го року, за два місяці до свого 57-річного ювілею. Причина смерті — рак шлунку, який був виявлений у нього влітку 2007-го. Останки після кремації поховані на Вільнюському Антакальніському цвинтарі, на так званому Пагорбі митців.

## Вшанування пам'яті
У 2008 році було засновано благодійний Фонд Вітаутаса Кярнагіса, мета якого — збереження пам'яті про виконавця і допомога людям, що хворіють на онкологічні захворювання, під керівництвом Вітаутаса Кярнагіса-молодшого.
У 2009 році в Ніді було відкрито пам'ятник Кярнагісу (скульптор Ромуалдас Квінтас).
У 2011 році у Вільнюсі на проспекті Гедиміно навпроти Академії музики та театру відкрито пам'ятник Кярнагісу у вигляді бронзової лавки з прихиленою до неї гітарою (архітектор Римвідас Казіцкас та скульптор Даніелюс Содейка).

## Дискографія
- Akustinis (1978 LP, 1994 CD ir MC, 2006, Vilniaus plokštelių studija)
- Baltojo nieko dainelės (1979, Vilniaus plokštelių studija; 2000, "«Čiki Piki»)
- Vytautas Kernagis (1979 LP, Melodia C60-10889-90)
- Kabaretas «Tarp girnų» (1982 small vinyl, 1984 LP, Vilniaus plokštelių studija)
- Vytautas Kernagis Čikagoje (1985, Cassettes studija)
- Dainos teatras:
  - Žvilgsnis nuo kalno (1986, Vilniaus plokštelių studija)
  - Eik savo keliu (1987, Vilniaus plokštelių studija)
  - Povo link… (1989, Vilniaus plokštelių studija)
  - Apie medžioklę (1990, Vilniaus plokštelių studija)
- Keistumas (1991 m., «Lituanus»)
- Dainos teatras — Abėcėlė (1993, «Bomba»)
- Vaikai vanagai (1994, «Bomba»)
- Kabaretas «Tarp girnų» 1979—1994 (1994 m., «Bomba»)
- Baltas paukštis (1998, Vilniaus plokštelių studija)
- Teisingos dainos (2003, «Tigris»)
- Dainos teatras (2006)
- Klasika (2007, 5 CD колекція):
  - Akustinis
  - Baltojo nieko dainelės
  - Dainos teatras
  - Teisingos dainos

## Нагороди
- 1995 — Премія Антанаса Шабаняускаса
- 2000 — «Bravo» (відзнака шоу-бізнесу)
- 2002 — Офіцерський хрест Ордену Великого князя Литовського Гядимінаса
- 2007 — Лауреат Національної премії Литви з культури та мистецтва[ru].[7]